# Annemarie Moser-Pröll
Annemarie Pröll (Kleinarl, 27 marzo 1953) è un'ex sciatrice alpina austriaca, campionessa olimpica e del mondo nella discesa libera a Lake Placid 1980, campionessa del mondo nella combinata a Sapporo 1972, nella discesa libera a Sankt Moritz 1974, nella discesa libera e nella combinata a Garmisch-Partenkirchen 1978 e vincitrice di sei Coppe del Mondo generali e dieci di specialità.
In seguito al matrimonio, dal 1974 assunse anche il cognome del coniuge e gareggiò come Annemarie Moser-Pröll.

## Biografia

### Carriera sciistica

#### Stagioni 1969-1971

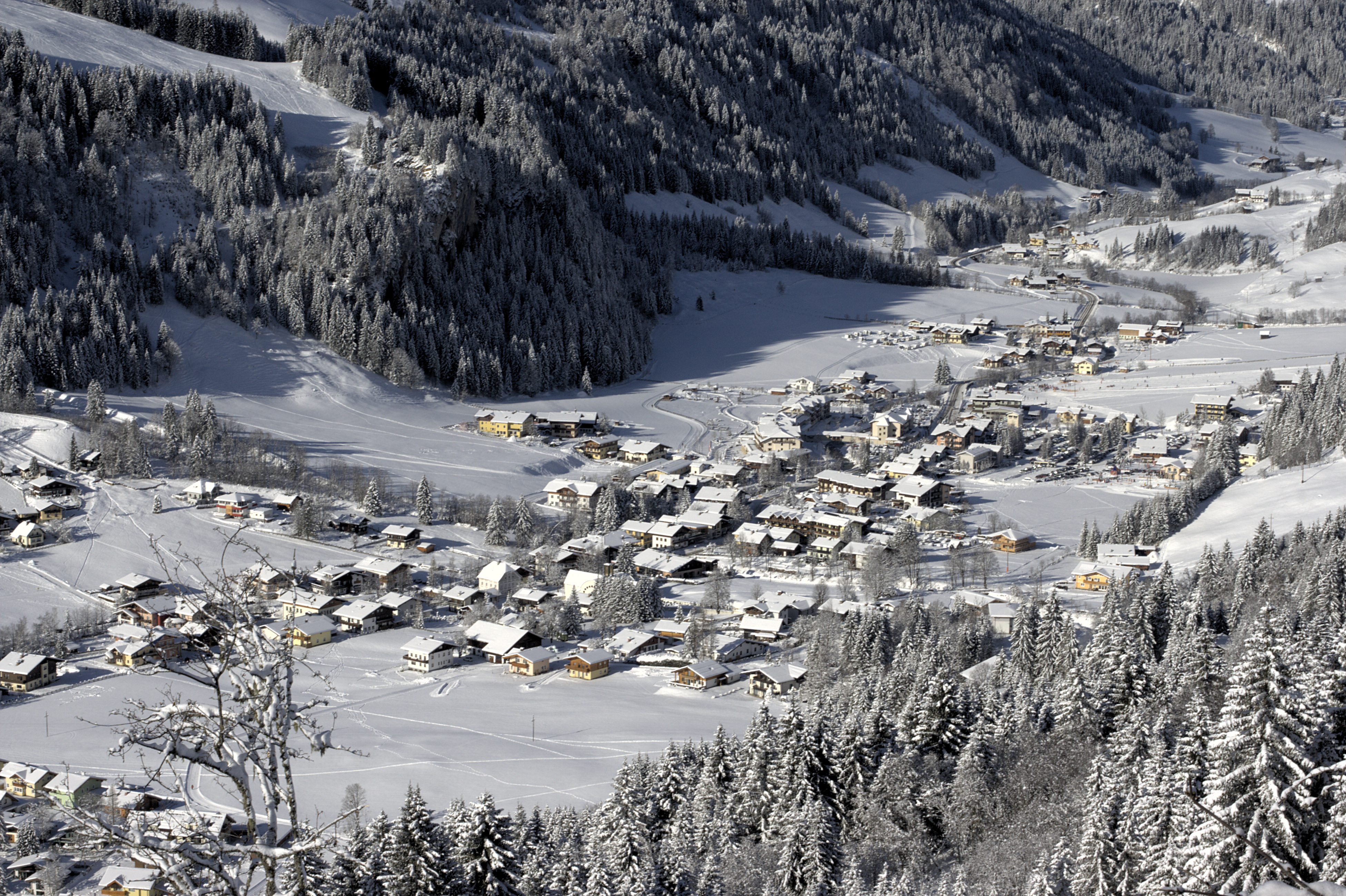
Kleinarl, il paese natale di Annemarie Moser-Pröll nel Salisburghese

Nata a Kleinarl nel Salisburghese in una famiglia contadina e sorella di Cornelia ed Evi, a loro volta sciatrici alpine, la Moser-Pröll fu avviata allo sci dal parroco del paese e ottenne il suo primo risultato internazionale di rilievo nemmeno sedicenne il 25 gennaio 1969 quando, dopo essere partita con il pettorale n. 83, salì sul secondo gradino del podio della discesa libera di Coppa del Mondo disputata sul tracciato di Saint-Gervais-les-Bains, alle spalle della francese Isabelle Mir. Un anno dopo, il 17 gennaio 1970, conquistò il suo primo successo nel circuito, nello slalom gigante di Maribor, e nello stesso anno esordì ai Campionati mondiali: nella rassegna iridata di Val Gardena 1970 si aggiudicò la medaglia di bronzo nella discesa libera e si classificò 6ª nella combinata.
Nella stagione 1970-1971 vinse la sua prima Coppa del Mondo assoluta, conquistata – anche grazie a 12 podi, con 7 successi - con 33 punti di margine sulla francese Michèle Jacot; si aggiudicò anche le Coppe di specialità della discesa libera (superando la connazionale Wiltrud Drexel di 10 punti) e dello slalom gigante (con 5 punti in più della Jacot).

#### Stagioni 1972-1973
Agli XI Giochi olimpici invernali di Sapporo 1972, suo debutto olimpico, ottenne due medaglie d'argento, nella discesa libera e nello slalom gigante (valide anche ai fini dei Mondiali 1972) in entrambi i casi dietro alla diciottenne svizzera Marie-Theres Nadig, sua grande rivale. Nella stessa occasione si classificò 5ª nello slalom speciale e vinse la medaglia d'oro nella combinata, valida solo per i Mondiali 1972. In quella stessa stagione 1971-1972 in Coppa del Mondo, dopo esser salita sul podio 14 volte (8 le vittorie), conquistò la seconda coppa di cristallo generale (con 82 punti in più della francese Françoise Macchi) e quelle di specialità di discesa libera (con 49 punti di margine sulla Drexel) e di slalom gigante (battendo la compagna di squadra Monika Kaserer per 39 punti).
Anche nella stagione 1972-1973 la Moser-Pröll vinse sia la Coppa del Mondo generale (con 74 punti in più della Kaserer), sia quella di discesa libera (con 39 punti di margine sulla Drexel), mentre in quella di slalom gigante fu 2ª, battuta dalla Kaserer di 16 punti; i suoi podi stagionali furono 12, con 11 vittorie.

#### Stagioni 1974-1975
Ai Mondiali di Sankt Moritz 1974 si aggiudicò la medaglia d'oro iridata nella discesa libera e si classificò 4ª nello slalom gigante; in Coppa del Mondo in quella stagione 1973-1974 colse 8 podi (4 le vittorie) e vinse le sue quarte coppe di cristallo generale (con 115 punti in più della Kaserer) e di discesa libera (con 48 punti in più della Nadig).
Nella stagione 1974-1975 la sciatrice salisburghese conquistò per il quinto anno di fila la Coppa del Mondo generale, grazie anche a 16 podi con 10 vittorie; in classifica chiuse con 106 punti in più della liechtensteinese Hanni Wenzel e alla coppa di cristallo generale accompagnò anche quelle di discesa libera (con un vantaggio di 4 punti sulla svizzera Bernadette Zurbriggen) e di slalom gigante (con 44 punti in più della francese Fabienne Serrat). Fu la terza e ultima volta in carriera in cui riuscì ad aggiudicarsi contemporaneamente i tre trofei e a fine stagione annunciò il ritiro, appena ventiduenne; aprì un locale nel suo paese natale e rinunciò anche all'appuntamento olimpico sulle nevi di casa, Innsbruck 1976.

#### Stagioni 1977-1978
Tornata alle gare nel dicembre del 1976, ricominciò subito a collezionare podi e successi; alla fine della stagione 1976-1977 risultò 2ª sia nella classifica generale di Coppa del Mondo, superata dalla svizzera Lise-Marie Morerod di 73 punti, sia in quella di discesa libera, battuta dall'austriaca Brigitte Totschnig per 5 punti; i suoi podi stagionali furono 11, con 4 vittorie.

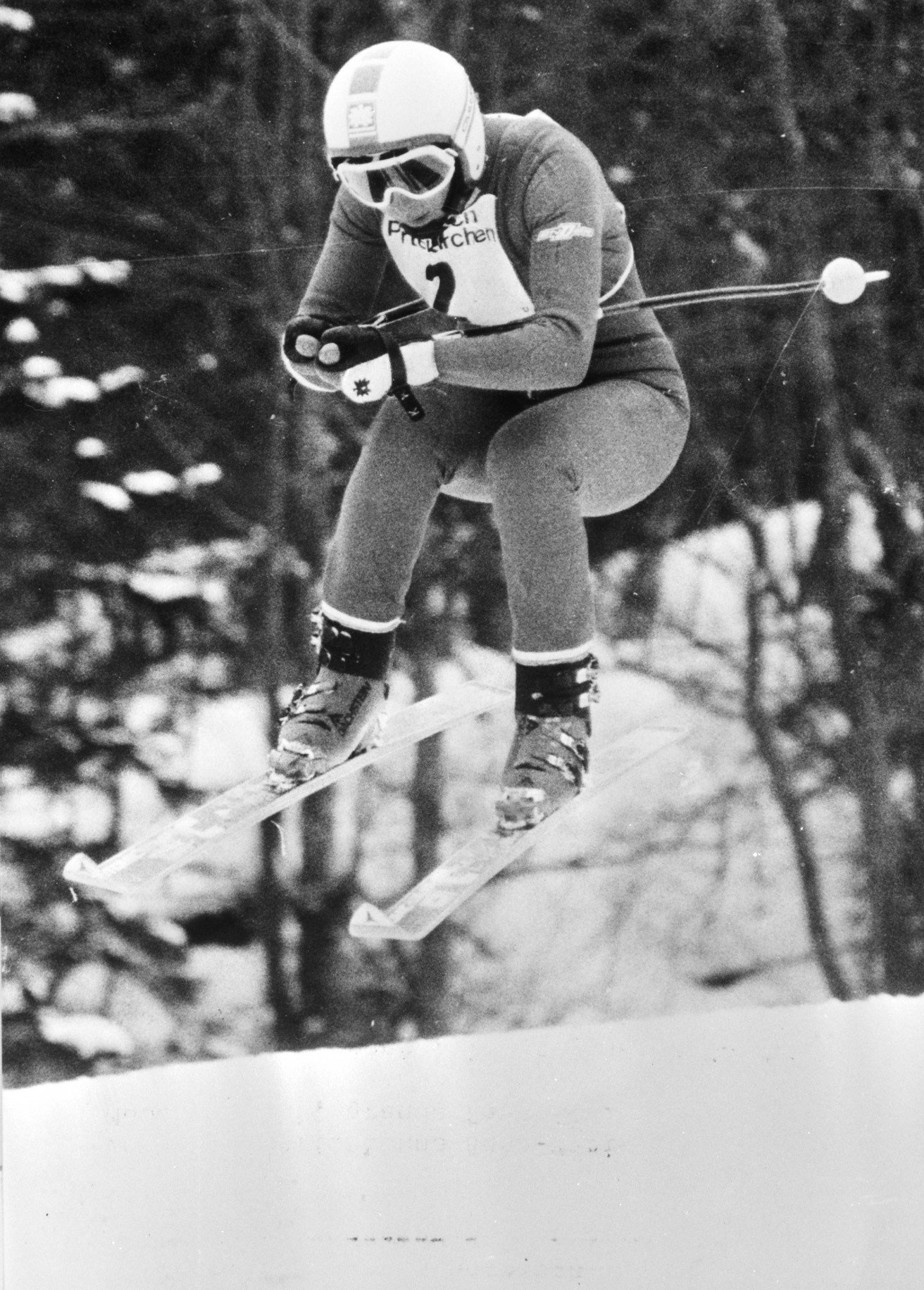
Annemarie Moser-Pröll in gara nella discesa libera dei Mondiali di Garmisch-Partenkirchen 1978, nella quale vinse la medaglia 'oro

L'anno seguente fu invece caratterizzato dai Mondiali di Garmisch-Partenkirchen 1978, durante i quali la fuoriclasse austriaca rimpinguò il palmarès con due medaglie d'oro iridate (nella discesa libera e nella combinata) e una di bronzo (nello slalom gigante). In quella stagione 1977-1978 in Coppa del Mondo si aggiudicò il sesto trofeo di discesa libera, con 34 punti di margine sulla statunitense Cindy Nelson, e in classifica generale dopo esser salita sul podio 9 volte (6 le vittorie) chiuse al 2º posto dietro alla Wenzel, che la sopravanzò di 7 punti.

#### Stagioni 1979-1980
La stagione 1978-1979 fu contraddistinta dalla vittoria dell'ultima Coppa del Mondo generale (con 3 punti in più della Wenzel e 15 podi, tra i quali 8 vittorie) e dalla settima Coppa di specialità di discesa libera, vinta con un margine di 35 punti sulla Zurbriggen; fu inoltre 2ª nella classifica di slalom speciale, nella quale la Moser-Pröll fu superata dalla compagna di squadra Regina Sackl di 18 punti.
Nel 1980, dopo aver ottenuto l'ultima vittoria (il 16 gennaio ad Arosa in combinata) e l'ultimo podio (il 17 febbraio a Lake Placid in discesa libera, 2ª) in Coppa del Mondo, ai XIII Giochi olimpici invernali di Lake Placid 1980 dopo esser stata portabandiera dell'Austria durante la cerimonia di apertura vinse l'unico trofeo che ancora le mancava, la medaglia d'oro olimpica, nella discesa libera; la medaglia le valse anche il titolo iridato dei Mondiali 1980. Si classificò inoltre 6ª nello slalom gigante, mentre non completò lo slalom speciale. Chiuse quella sua ultima stagione di Coppa del Mondo con 12 podi (3 vittorie) e al 2º posto sia nella classifica generale (con 52 punti di distacco dalla Wenzel), sia in quella di discesa libera (superata dalla Nadig di 25 punti); l'ultimo piazzamento della carriera agonistica della Moser-Pröll fu il 6º posto ottenuto nello slalom gigante di Coppa del Mondo disputato il 12 marzo 1980 a Saalbach.

#### Bilancio della carriera
Considerata una delle più grandi sciatrici di tutti i tempi, è stata l'atleta di punta della nazionale austriaca negli anni 1970; ottenne 114 podi e 62 vittorie in Coppa del Mondo, in tutte le specialità allora previste per lo sci alpino. Con sei titoli conquistati dal 1971 al 1975 e nel 1979, fu l'atleta che vinse più volte la classifica generale della Coppa del Mondo di sci alpino fino alla stagione 2017-2018, quando il suo connazionale Marcel Hirscher si aggiudicò il suo settimo trofeo; la Moser-Pröll resta tuttavia la detentrice del primato femminile. La sua specialità prediletta era la discesa libera, in cui ottenne 36 vittorie di Coppa e 7 trofei di specialità. Stabilì anche il record di dodici vittorie di fila in quella specialità; soltanto Franz Klammer, in campo maschile, riuscì con nove successi consecutivi ad avvicinarsi a tale risultato. Il suo primato di vittorie in Coppa del Mondo, 62, sarebbe stato superato soltanto il 19 gennaio 2015 dalla statunitense Lindsey Vonn.

### Altre attività

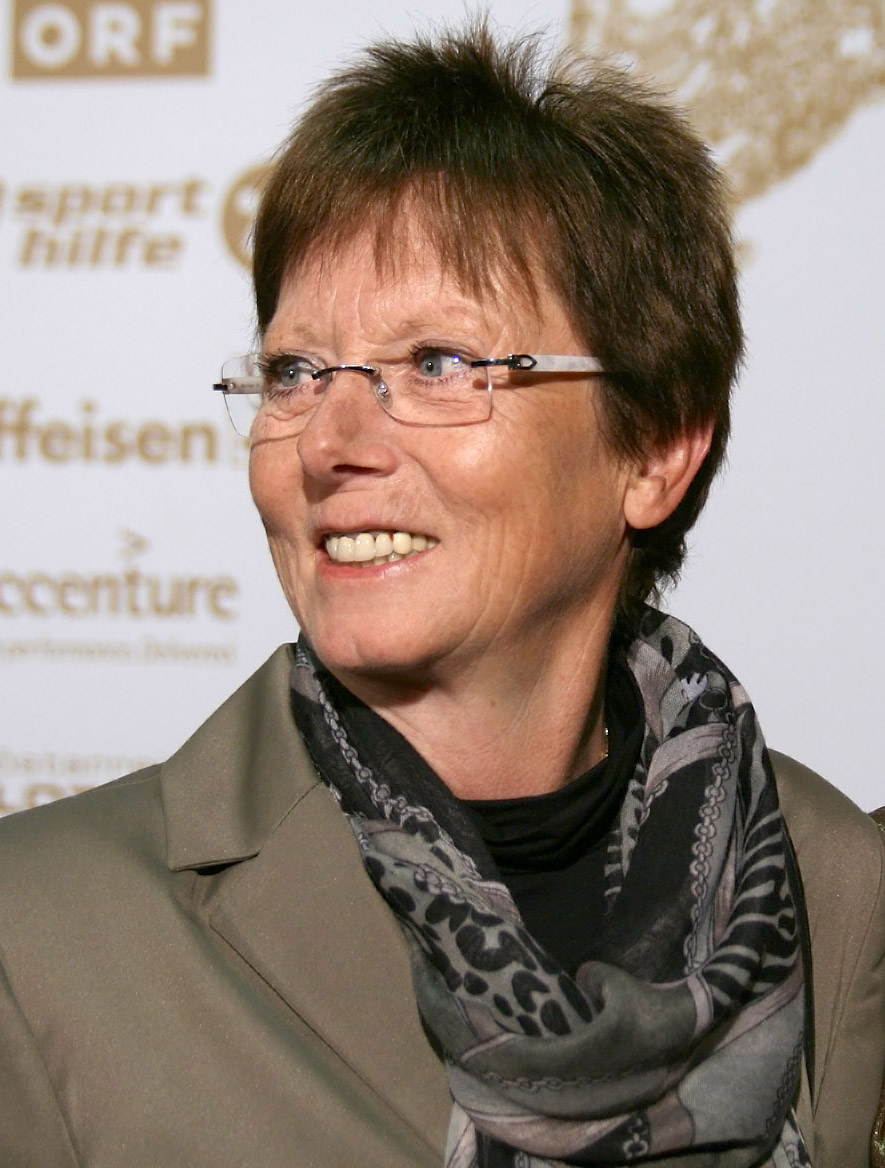
Annemarie Moser-Pröll nel 2011

Conclusa l'esperienza agonistica, si dedicò alla ristorazione nel locale aperto nella natia Kleinarl, il "Café Annemarie".

## Palmarès

### Olimpiadi
- 3 medaglie, valide anche ai fini dei Mondiali:
  - 1 oro (discesa libera a Lake Placid 1980)
  - 2 argenti (discesa libera, slalom gigante a Sapporo 1972)

### Mondiali
- 6 medaglie, oltre a quelle conquistate in sede olimpica:
  - 4 ori (combinata a Sapporo 1972; discesa libera a Sankt Moritz 1974; discesa libera, combinata a Garmisch-Partenkirchen 1978)
  - 2 bronzi (discesa libera[7] a Val Gardena 1970; slalom gigante a Garmisch-Partenkirchen 1978)

### Coppa del Mondo
- Vincitrice della Coppa del Mondo nel 1971, nel 1972, nel 1973, nel 1974, nel 1975 e nel 1979
- Vincitrice della Coppa del Mondo di discesa libera nel 1971, nel 1972, nel 1973, nel 1974, nel 1975, nel 1978 e nel 1979
- Vincitrice della Coppa del Mondo di slalom gigante nel 1971, nel 1972 e nel 1975
- 114 podi[8]:
  - 62 vittorie
  - 32 secondi posti
  - 20 terzi posti

#### Coppa del Mondo - vittorie
| Data             | Località                | Paese          | Specialità |
| ---------------- | ----------------------- | -------------- | ---------- |
| 17 gennaio 1970  | Maribor                 | Jugoslavia     | GS         |
| 4 gennaio 1971   | Maribor                 | Jugoslavia     | SL         |
| 29 gennaio 1971  | Saint-Gervais-les-Bains | Francia        | SL         |
| 18 febbraio 1971 | Sugarloaf               | Stati Uniti    | DH         |
| 19 febbraio 1971 | Sugarloaf               | Stati Uniti    | DH         |
| 10 marzo 1971    | Abetone                 | Italia         | GS         |
| 11 marzo 1971    | Abetone                 | Italia         | GS         |
| 14 marzo 1971    | Åre                     | Svezia         | GS         |
| 3 dicembre 1971  | Sankt Moritz            | Svizzera       | DH         |
| 17 dicembre 1971 | Sestriere               | Italia         | DH         |
| 12 gennaio 1972  | Bad Gastein             | Austria        | DH         |
| 18 gennaio 1972  | Grindelwald             | Svizzera       | DH         |
| 22 gennaio 1972  | Saint-Gervais-les-Bains | Francia        | GS         |
| 19 febbraio 1972 | Banff                   | Canada         | GS         |
| 25 febbraio 1972 | Crystal Mountain        | Stati Uniti    | DH         |
| 1º marzo 1972    | Heavenly Valley         | Stati Uniti    | GS         |
| 7 dicembre 1972  | Val-d'Isère             | Francia        | DH         |
| 19 dicembre 1972 | Saalbach                | Austria        | DH         |
| 20 dicembre 1972 | Saalbach                | Austria        | GS         |
| 9 gennaio 1973   | Pfronten                | Germania Ovest | DH         |
| 10 gennaio 1973  | Pfronten                | Germania Ovest | DH         |
| 16 gennaio 1973  | Grindelwald             | Svizzera       | DH         |
| 20 gennaio 1973  | Saint-Gervais-les-Bains | Francia        | GS         |
| 25 gennaio 1973  | Chamonix                | Francia        | DH         |
| 1º febbraio 1973 | Schruns                 | Austria        | DH         |
| 10 febbraio 1973 | Sankt Moritz            | Svizzera       | DH         |
| 2 marzo 1973     | Mont-Sainte-Anne        | Canada         | GS         |
| 6 dicembre 1973  | Val-d'Isère             | Francia        | DH         |
| 19 dicembre 1973 | Zell am See             | Austria        | DH         |
| 5 gennaio 1974   | Pfronten                | Germania Ovest | DH         |
| 23 gennaio 1974  | Bad Gastein             | Austria        | DH         |
| 7 dicembre 1974  | Val-d'Isère             | Francia        | GS         |
| 12 dicembre 1974 | Cortina d'Ampezzo       | Italia         | DH         |
| 9 gennaio 1975   | Grindelwald             | Svizzera       | GS         |
| 10 gennaio 1975  | Grindelwald             | Svizzera       | DH         |
| 10 gennaio 1975  | Grindelwald             | Svizzera       | KB         |
| 11 gennaio 1975  | Grindelwald             | Svizzera       | GS         |
| 15 gennaio 1975  | Schruns                 | Austria        | KB         |
| 19 gennaio 1975  | Sarajevo                | Jugoslavia     | GS         |
| 31 gennaio 1975  | Chamonix                | Francia        | KB         |
| 23 febbraio 1975 | Naeba                   | Giappone       | GS         |
| 15 dicembre 1976 | Cortina d'Ampezzo       | Italia         | DH         |
| 16 dicembre 1976 | Cortina d'Ampezzo       | Italia         | KB         |
| 8 gennaio 1977   | Pfronten                | Germania Ovest | DH         |
| 11 gennaio 1977  | Garmisch-Partenkirchen  | Germania Ovest | DH         |
| 6 gennaio 1978   | Pfronten                | Germania Ovest | DH         |
| 7 gennaio 1978   | Pfronten                | Germania Ovest | DH         |
| 13 gennaio 1978  | Les Diablerets          | Svizzera       | DH         |
| 11 marzo 1978    | Bad Kleinkirchheim      | Austria        | DH         |
| 12 marzo 1978    | Bad Kleinkirchheim      | Austria        | DH         |
| 17 marzo 1978    | Arosa                   | Svizzera       | GS         |
| 9 dicembre 1978  | Piancavallo             | Italia         | DH         |
| 17 dicembre 1978 | Val-d'Isère             | Francia        | DH         |
| 12 gennaio 1979  | Les Diablerets          | Svizzera       | DH         |
| 17 gennaio 1979  | Hasliberg               | Svizzera       | DH         |
| 19 gennaio 1979  | Hasliberg               | Svizzera       | KB         |
| 26 gennaio 1979  | Schruns                 | Austria        | DH         |
| 26 gennaio 1979  | Schruns                 | Austria        | KB         |
| 2 marzo 1979     | Lake Placid             | Stati Uniti    | DH         |
| 15 dicembre 1979 | Piancavallo             | Italia         | SL         |
| 6 gennaio 1980   | Pfronten                | Germania Ovest | DH         |
| 16 gennaio 1980  | Arosa                   | Svizzera       | KB         |

Legenda:

DH = discesa libera

GS = slalom gigante

SL = slalom speciale

KB = combinata

### Campionati austriaci
- 23 medaglie[1]:
  - 18 ori (combinata nel 1969; slalom gigante, slalom speciale, combinata nel 1970; slalom gigante, slalom speciale nel 1971; slalom gigante nel 1972; slalom gigante nel 1973; slalom gigante, combinata[senza fonte] nel 1974; slalom gigante, slalom speciale nel 1975; discesa libera, slalom speciale nel 1977; slalom gigante, slalom speciale nel 1978; slalom gigante, slalom speciale nel 1979)
  - 5 argenti (slalom gigante, slalom speciale nel 1969; discesa libera nel 1970; discesa libera, slalom speciale nel 1974)

### Campionati austriaci juniores
- 2 medaglie[1]:
  - 1 argento (comibnata nel 1968)
  - 1 bronzo (slalom gigante nel 1968)

## Statistiche

### Podi in Coppa del Mondo
| Stagione/Specialità | Discesa libera         | Discesa libera         | Discesa libera         | Slalom gigante         | Slalom gigante         | Slalom gigante         | Slalom speciale        | Slalom speciale        | Slalom speciale        | Combinata              | Combinata              | Combinata              | Podi totali            |
| ------------------- | ---------------------- | ---------------------- | ---------------------- | ---------------------- | ---------------------- | ---------------------- | ---------------------- | ---------------------- | ---------------------- | ---------------------- | ---------------------- | ---------------------- | ---------------------- |
| Stagione/Specialità | 1º                     | 2º                     | 3º                     | 1º                     | 2º                     | 3º                     | 1º                     | 2º                     | 3º                     | 1º                     | 2º                     | 3º                     | Podi totali            |
| 1969                |                        | 1                      |                        |                        |                        |                        |                        |                        |                        |                        |                        |                        | 1                      |
| 1970                |                        |                        | 1                      | 1                      | 1                      | 1                      |                        |                        |                        |                        |                        |                        | 4                      |
| 1971                | 2                      | 2                      |                        | 3                      | 1                      | 1                      | 2                      |                        | 1                      |                        |                        |                        | 12                     |
| 1972                | 5                      | 2                      |                        | 3                      | 2                      | 1                      |                        |                        | 1                      |                        |                        |                        | 14                     |
| 1973                | 8                      |                        |                        | 3                      |                        | 1                      |                        |                        |                        |                        |                        |                        | 12                     |
| 1974                | 4                      | 1                      |                        |                        | 1                      |                        |                        | 1                      | 1                      |                        |                        |                        | 8                      |
| 1975                | 2                      | 2                      | 1                      | 5                      |                        |                        |                        | 3                      |                        | 3                      |                        |                        | 16                     |
| 1976                | stagione non disputata | stagione non disputata | stagione non disputata | stagione non disputata | stagione non disputata | stagione non disputata | stagione non disputata | stagione non disputata | stagione non disputata | stagione non disputata | stagione non disputata | stagione non disputata | stagione non disputata |
| 1977                | 3                      | 1                      | 1                      |                        |                        | 3                      |                        | 1                      |                        | 1                      | 1                      |                        | 11                     |
| 1978                | 5                      | 2                      |                        | 1                      | 1                      |                        |                        |                        |                        |                        |                        |                        | 9                      |
| 1979                | 6                      |                        |                        |                        | 1                      | 1                      |                        | 1                      | 3                      | 2                      | 1                      |                        | 15                     |
| 1980                | 1                      | 3                      | 1                      |                        |                        |                        | 1                      | 1                      | 1                      | 1                      | 2                      | 1                      | 12                     |
| Totale              | 36                     | 14                     | 4                      | 16                     | 7                      | 8                      | 3                      | 7                      | 7                      | 7                      | 4                      | 1                      | 114                    |
| Totale              | 54                     | 54                     | 54                     | 31                     | 31                     | 31                     | 17                     | 17                     | 17                     | 12                     | 12                     | 12                     | 114                    |

## Riconoscimenti
- Sportiva austriaca dell'anno nel 1973, nel 1974 e nel 1975[4]
- Sportiva austriaca del secolo[4]
- Miglior atleta invernale del XX secolo[4]